# Заједно за Војводину
Заједно за Војводину (скраћено ЗзВ) је опозициона парламентарна политичка странка у Србији која представља русинску националну мањину у Војводини. Политичко опредељење странке је аутономаштво Војводине и социјалдемократија. Блиска је Лиги социјалдемократа Војводине. На парламентарним изборима у Србији 2020. странка наступа у коалицији Уједињена демократска Србија. Након избора председница странке Олена Папуга постаје државна секретарка Министарства за људска и мањинска права и друштвени дијалог Републике Србије од 2020. до 2022. године када странка даје подршку другој влади Ане Брнабић. Странка је наступила на парламентарним изборима у Србији 2022. заједно са Демократским савезом Хрвата у Војводини том приликом освојила је једно посланичко место. Народни посланик странке у Скупштини Србије је Александар Оленик. Након што је председник Демократског савеза Хрвата у Војводини Томислав Жигманов постао министар у Влади Србије долази до распада коалиције између ове две политичке странке.

## Председници
|    | Слика | Председник   | Почетак / крај |
| -- | ----- | ------------ | -------------- |
| 1. |       | Олена Папуга | 2011—данас     |

## Резултати на изборима

### Парламентарни избори
| Година | Гласови | % од важећих | # мандата | Промена | Коалиција | Статус        |
| ------ | ------- | ------------ | --------- | ------- | --------- | ------------- |
| 2020.  | 30.591  | 0,95%        | 0 / 250   | 11      | УДС       | подршка влади |
| 2022.  | 24.024  | 0,65%        | 1 / 250   | 1       | са ДСХВ   | опозиција     |